# Kjelsås
Kjelsås è un quartiere settentrionale della capitale norvegese Oslo, situato nel Nordre Aker, distretto settentrionale di Oslo.

## Geografia
Il distretto di Kjelsås offre strutture per il salto con gli sci, piste da slalom e vaste aree boschive per l'escursionismo. Il lago Maridalsvannet, situato vicino ai boschi, fornisce ad Oslo acqua potabile ed è anche la fonte del fiume Akerselva (ex Frysjaelven). L'Akerselva segna il confine tra molte zone di Oslo, compresa la periferia nord.

## Storia
Insieme a Grefsen, Kjelsås faceva parte del distretto di Grefsen-Kjelsås fino al 1º gennaio 2004, quando entrambi entrarono a far parte del nuovo distretto di Nordre Aker. Grefsen e Kjelsås facevano anche parte dell'ex comune di Aker prima della seconda guerra mondiale, quando la città di Oslo era limitata in quelle che sono le aree centrali della città odierna.

## Luoghi d'interesse
Il Museo norvegese della scienza e della tecnologia è stato trasferito a Kjelsås nel 1985. Il complesso museale ha una superficie totale di 20.000 m². Adiacente al museo si trova la stazione di Kjelsås, che è una stazione della linea ferroviaria di Gjøvikbanen. Kjelsås è servita anche dalle linee del tram.